# Преманы
Пре́маны (индон. Preman), также джаго́ (индон. jago) — члены индонезийских криминальных сообществ гангстерского типа. Занимаются охраной и иным силовым сопровождением бизнеса, а также разными видами преступной деятельности, преимущественно рэкетом. Представляют собой социальную группу, обладающую достаточно автономной субкультурой оргпреступности. По крайней мере часть преманcкой верхушки традиционно поддерживает связи с политическими кругами правого толка, а отдельные лидеры привлекаются для формирования соответствующих общественных организаций.

## Истоки
Традиционным самоназванием удальцов, не чуждых криминала, в Индонезии является слово «джаго» (индон. jago), в буквальном означающее «бойцовый петух», а в переносном — «забияка», «задира», «лихач», «удалец». Однако в период нидерландского колониального владычества в лексикон местного населения попало голландское слово «фриман» нидерл. vrijman — «свободный человек», которое в искажённом виде — как «преман» — в одном из своих значений — стало синонимом этого понятия. Примечательно, что основным значением этого слова в современном индонезийском языке является «штатский», «гражданский», т.е. «не военный».
Организованная преступность существовала в Индонезии с древних и средневековых времён. Криминальные сообщества разбойников-джаго играли видную социальную роль в яванском государстве Матарам. Они были весьма популярны среди сельского населения, поскольку предоставляли защиту бедноте от произвола махараджей и чиновников.

## В колониальный и оккупационный период
Положение изменилось при колониальном правлении. Голландская администрация в Батавии привлекла джаго на службу в качестве иррегулярных формирований и своего рода социальных посредников между колониальными властями и местными населением. Традиционные симпатии яванских крестьян к джаго позволяли установить своеобразную социокультурную связь.
Джаго лучше контролировали соблюдение порядка (в том числе сбор налогов и несение иных повинностей), нежели колониальная полиция и традиционная знать. Криминальные сообщества, контролируя трущобы Джакарты, организовывали социальные ячейки, производственные и коммерческие процессы. Предводители крупных банд — Хаджи Дарип и его зять Панджи, Бубар, Мачем, Имам Сяфи — являлись предпринимателями и общественными деятелями дореволюционной Индонезии.
В то же время отношения между джаго и колониальными властями были сложными и конфликтными. По своей социальной природе джаго не признавали государственной власти над собой. Банды неоднократно присоединялись к антиколониальным восстаниям. Особенно обострилась ситуация в конце XIX — начале XX века. Репрессии колониальных властей побуждали джаго поддерживать национально-освободительное движение.

Даже корыстное преступное хищничество джаго мифологизировалось как социальный бандитизм Робин Гуда, совершаемый людьми чести во имя обездоленных.

С 1910-х годов яванские джаго стали активно примыкать к движению Сарекат Ислам (тут сказывалась и экономическая конкуренция мусульман-индонезийцев с китайскими иммигрантами). Столь же интенсивно шло проникновение в профсоюзные организации. Первоначально в 1920-х установился альянс между джаго и Коммунистической партией Индонезии (КПИ) — на антиколониальной основе. Криминальные группировки предоставляли коммунистам вооружённую охрану против колониальной полиции и мусульманских боевиков. Однако довольно скоро между джаго и коммунистами возникла жёсткая конкуренция за влияние на рабочий класс и деревенскую бедноту.
Таким образом вырабатывалась идеологическая ориентация джаго-преманов — революционный национализм, антикоммунизм, отчасти политический ислам. Криминальные сообщества превращались в заметную силу борьбы за независимость.
После японского вторжения в 1942 году оккупационное командование привлекало джаго на военную службу, готовило партизанские отряды против англо-американских войск. Но и здесь вскоре возник серьёзный конфликт — между криминалитетом и прояпонским ополчением ПЕТА. Кроме того, заинтересованные в рыночных отношениях преманы были недовольны экономической политикой японских властей, жёсткой централизацией, регулированием и автаркией. На этой основе ещё более укрепились связи преманов с революционно-националистическими силами.

## При правлении Сукарно
Преманы с энтузиазмом поддержали провозглашение независимости Индонезии в августе 1945 года и активно участвовали в войне за независимость. Видным деятелем национально-освободительного движения стал Хаджи Дарип, предоставивший в распоряжение националистов свои вооружённые формирования (в том числе несколько сотен заключённых джакартской тюрьмы) во главе с зятем Панджи. Боевики криминальных структур составили основу милиционной Народной бригады (Barisan Rakyat, BARA), организации Юное поколение Индонезии (Angkatan Pemuda Indonesia, API) и других структур с силовой составляющей, созданных в поддержку Сукарно.

Индонезийская революция изначально связана с армией, пришедшей из чёрного мира преступности. В борьбе за независимость Индонезии сомкнулись разные силы общества. Бандиты-головорезы сошлись с борцами за свободу в движении социальной революции.

Однако отношения между режимом Сукарно и теневыми сообществами стали быстро ухудшаться. Причина заключалась в стремлении властей и особенно КПИ установить тотальный контроль над обществом. Особенно жёсткий конфликт возник в Северной Суматре, которая издавна считается «индонезийским Диким Западом». Меданская криминальная структура боксёра Эффенди Насутиона жёстко конфликтовала с властями и коммунистами. Люмпенизированная и криминальная молодёжь в массовом порядке вступала в организацию Молодёжь Панчасила, созданную генералом Абдулом Харисом Насутионом для противостояния КПИ.

## При «Новом порядке» Сухарто
Преманы активно участвовали в антикоммунистической кампании 1965—1966, в том числе в массовых убийствах членов и сторонников КПИ. Особенно значительной была их роль в Северной Суматре, где отличились боевики Эффенди Насутиона, особенно Анвар Конго (лидер молодёжной банды, контролировавшей проход в кино). Они поддержали также свержение Сукарно, выразили поддержку генералу Сухарто и его «Новому порядку».
В период «Нового порядка» между крупными криминальными сообществами и командованием национальной армии была установлена институциональная связь. Со стороны преманов её курировал Эффенди Насутион, со стороны армии — генерал Али Муртопо. Официальной площадкой контактов являлась «Молодёжь Панчасила».
Если в Северной Суматре был непререкаем авторитет Эффенди Насутиона, то в Джакарте развернулась жёсткая конкуренция за доминирование в теневом мире. Лидеры группировок Йоррис Равейай и Антон Медан — на тот момент официальные лица режима — лично стреляли друг в друга на «стрелке» в ночной бильярдной, но оба остались живы. Окончательные решения в таких конфликтах принимались военными инстанциями.
Отношения между преманами и властями постепенно обострились. Некоторые группировки начали действовать самостоятельно, без согласования с военными. Результатом стал силовой конфликт. В начале 1970-х и в начале 1980-х (т. н. Убийства Петрус) власти провели кампании внесудебного истребления преманов. Несколько тысяч преманов погибли, тысячи оказались в заключении. В 1978 в перестрелке с полицией погиб менеджер кинобизнеса и лидер бандунгской рэкетирской группировки Мат Печи, в 1980 арестован и казнён гангстер-ювелир Кусни Касдут, специализировавшийся на хищениях драгоценностей. Нелояльная часть криминалитета была физически уничтожена. Оставшиеся авторитеты укрепили связи и сотрудничество с государством, прежде всего силовыми структурами.
Именно с этого времени отмечается постепенное изменение коннотации понятия «преман». Прежний позитив оставался в прошлом, термин становился синонимом преступного насилия и коррупционной связи с властью. В конце 1990-х преманы, организованные через «Молодёжь Панчасила», до конца поддерживали Сухарто, совершали нападения и убийства оппозиционеров.

Начав с революционного национализма и пусть уголовной, но защиты низших классов, они превратились в беспринципных вымогателей и охранителей коррумпированной правящей семьи. Режим Сухарто пал, когда между военным, полицейским и преманом окончательно стёрлась грань.

## На современном этапе
После падения режима Сухарто в 1998 преманы в значительной степени сохранили прежние позиции. Основной их деятельностью является силовое сопровождение бизнеса, предоставление услуг охраны и безопасности. Типичный преман воспринимается как охранник дискотеки, работающий по согласованию с полицией и военными либо боевик рэкетирской группировки, контролирующей торговую зону.
Из преманских группировок «традиционного» типа широкой известностью пользовались банды Сламета Гундула (налёты на банки) и Йоханеса Гербертуса Эйджкенбума, он же Джонни Индо (грабежи ювелирных магазинов). Оба были арестованы и осуждены; Сламет Гундул освобождён досрочно и принят на работу охранником, Джонни Индо отбывает 14-летний срок после неудачной попытки побега. Характерно, что Джонни Индо целенаправленно продолжал традиции преманов, связанные с разделом награбленного среди малоимущих семей.
При этом организованные преманы крайне негативно настроены к бытовой уголовщине, жёстко подавляют карманные кражи, уличные грабежи, наркоторговлю.

Пак Эди — лидер банды в Южной Джакарте… Как и большинство вожаков джаго, он отвергает всякое предположение о преступности своей группировки. Он настаивает, что предоставляемая им защита от карманников и наркодилеров — общественно полезная услуга, за которую он получает «добровольное вознаграждение» от предприятий. Командующий местными военными разрешил группировке разместить командный пункт у себя в офисе.

Идеология преманов возводится к традициям джаго, основывается на криминально-анархической вольнице и праворадикальном национализме. Политическими структурами остаются «Молодёжь Панчасила» и Партия патриотов (ПП) во главе с Джапто Сурджосумарно. Связи криминалитета с ПП столь очевидны, что партийное руководство вынуждено делать специальные заявления в духе «это неправда, что Партия патриотов идентична головорезам».
Большинство преманов стоит на позициях светского национализма. Однако в постсухартовский период отмечена тенденция активного сближения с исламистами, особенно с организацией Фронт защиты ислама. Фактически преманской организацией является Форум братства Бетави (FBR) — этническая группировка бетави в Джакарте. Эта организация была создана журналистом, исламским проповедником и активистом просухартовской Демпартии Фадлоли эль-Мухиром. После смерти эль-Мухира в 2009 FBR возглавляет его ближайший соратник Хаджи Лутфи Хаким.
Фадлоли эль-Мухир подчёркивал роль преманских группировок в решении социальных проблем, преодолении молодёжной безработицы, развитии экономики и местного самоуправления. Силовой ресурс и организованность FBR позволяли проводить массовые акции, в том числе протесты против действий полиции.
В результате жестоких уличных столкновений и массовых драк FBR в значительной степени установил контроль над теневой экономикой Джакарты, особенно в сфере охраны и безопасности, розничной торговли, нелегальных производств и транспортировок. Политически группировка ориентируется на Партию национального мандата. Представители FBR контролируют обеспечение порядка на выборах в представительный орган Джакарты.

Зигзаги местной политики, неадекватность правоохраны, движущие факторы нищеты и безработицы превратили постсухартовскую Индонезию в «рай для преманов». Преманы состоят не только в уличных бандах, но и в массовых организациях. Часто их лидеры тесно связаны с политической элитой. Однако жизнь большинства из них искажённо воспринимается через полицейскую статистику. Образ премана в массовом сознании — дегуманизированная карикатура на «жестоких головорезов» и «отбросы общества».

В целом негативное восприятие преманов в современной Индонезии не является однозначным. Ряд группировок стараются следовать давним традициям джаго. Организованная защита от уличного беспредела, социальное обустройство контролируемых территорий, материальная помощь малоимущим обеспечивает преманским группировкам и их лидерам широкую популярность в низах (спонсорская поддержка оказывается и полиции). Важное значение имеют и связи с правыми политическими силами, которые рассматривают преманов как своего рода антикоммунистический резерв.

«Это бандиты, — говорил о „Юности Панча Сила“ вице-президент Индонезии Юсуф Калла. — Но бандиты не в смысле плохие люди, а в смысле — свободные люди». Ему вторил бывший губернатор Северной Суматры Сямсул Арифин (впоследствии осуждён за коррупцию): «Гангстеры могут сеять хаос, а могут творить мир. Помощь бандитов была нужна стране».